# Femtosekunden-Lentikel-Extraktion
Die Femtosekunden-Lentikelextraktion (FLEX) ist eine Methode der refraktiven Chirurgie, das heißt einer Augenoperation, die eine Brille oder Kontaktlinse zur Korrektur einer Ametropie ersetzen soll.

## Grundlagen

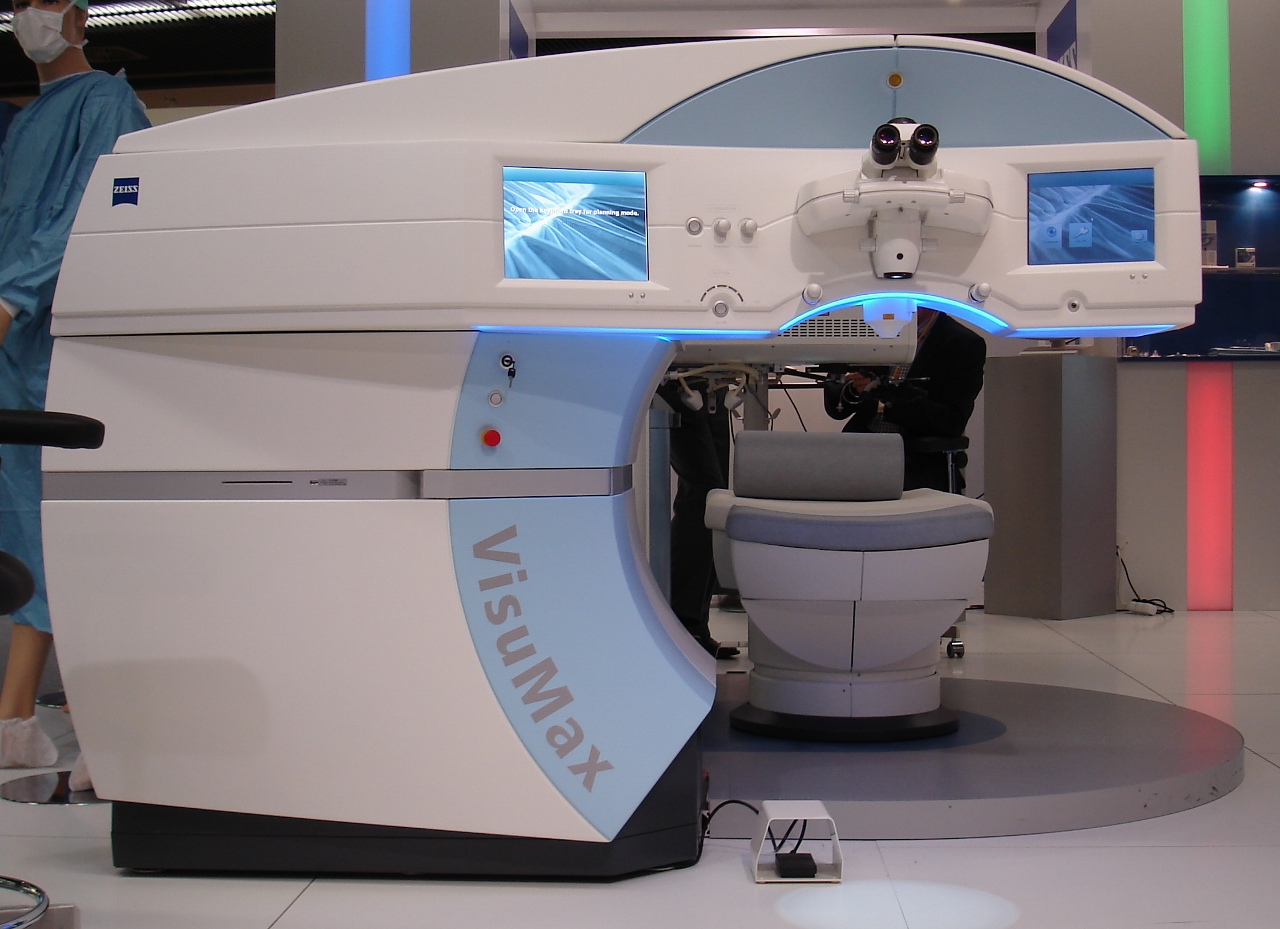
Femtosekundenlaser zur refraktiven Chirurgie

Die Femtosekunden-Lentikelextraktion korrigiert Fehlsichtigkeit durch einen operativen Eingriff an einem prinzipiell gesunden Organ. Es wird angestrebt, dass der verbleibende refraktive Fehler kleiner als ±0,5 Dioptrien ist und der Patient ohne Sehhilfen (Brille, Kontaktlinse) auskommt. Der unkorrigierte Visus, d. h. die Sehschärfe ohne Hilfsmittel, verbessert sich in der Regel dramatisch und erreicht idealerweise den präoperativen bestkorrigierten Visus. Der bestkorrigierte Visus (Sehschärfe mit optimaler Brillenkorrektur) hingegen bleibt (je nach Behandlungsmethode) meist unverändert oder ändert sich geringfügig.
Die Korrektur der Fehlsichtigkeit erfolgt wie bei den Excimerlaser-Verfahren PRK und LASIK durch Änderung der Hornhautkrümmung.
Das seit 2006 angewandte Verfahren nutzt dazu ausschließlich einen Femtosekundenlaser, also einen Laser mit ultrakurzen Lichtpulsen, der mit einer Wellenlänge von z. B. 1043 nm arbeitet. Mit Hilfe dieses Lasers wird innerhalb der Hornhaut ein linsenförmiges Stück Gewebe (das Lentikel) geformt. Im Gegensatz zu den Verfahren PRK und LASIK wird die Korrektur ohne geruchs- und geräuschintensive Ablation erreicht.
Der Schnitt wird durch die Aneinanderreihung winziger Kavitationsblasen im Gewebe erzeugt. Diese Bläschen entstehen im Fokus des Laserstrahls, da nur dort die nötige Energiedichte erreicht wird. Dadurch, dass der Laserstrahl im Hornhautgewebe außerhalb des Fokus nicht die zur Bläschenerzeugung nötige Energiedichte hat, können die Bläschen und damit die Schnitte in beliebiger Tiefe der Hornhaut erzeugt werden. Der Schnitt wird so ausgebildet, dass das Lentikel in der Hornhaut isoliert wird. Er wird nach der Laserbehandlung entfernt, und die resultierende Änderung der Hornhautkrümmung korrigiert die Fehlsichtigkeit.

## Behandlungsbereich und Kontraindikationen
Das genannte Verfahren ist mit Stand August 2013 indiziert für die Korrektur von:
- Kurzsichtigkeit bis −10 Dioptrien
- Astigmatismus bis 5 Dioptrien

Kontraindikationen sind Umstände, die eine Behandlung verbieten, oder nur unter sorgfältiger Abwägung der Risiken zulassen. Wesentliche Voraussetzung für eine Femtosekunden-Lentikelextraktion ist eine ausreichend dicke Hornhaut. Eine zu dünne Hornhaut gilt als strenge Kontraindikation. Als Grenzwert gilt eine verbleibende Restdicke nach der Behandlung von mindestens 250 µm. Berechnet wird diese Restdicke aus der Hornhautdicke abzüglich der Flapdicke (soweit vorhanden) und der maximalen Lentikeldicke.
Eine Femtosekunden-Lentikelextraktion sollte wie auch alle anderen lasergestützten Refraktionskorrekturen nicht durchgeführt werden, wenn chronisch progressive Hornhauterkrankungen vorliegen. Insbesondere bei Keratokonus verbietet sich die Behandlung, da die Hornhaut weiter geschwächt wird und sich das Krankheitsbild dramatisch verschlechtern würde. Ist die Refraktion des Patienten nicht stabil, das heißt, weichen die Refraktionsbestimmungen in relativ kurzen Zeitabständen signifikant voneinander ab, sollte keine Femtosekunden-Lentikelextraktion durchgeführt werden. Als Kontraindikationen gelten weiterhin die Augenerkrankungen Glaukom mit Gesichtsfeldschäden und symptomatischer Katarakt. Allgemeinerkrankungen, die eine Femtosekunden-Lentikelextraktion ausschließen, sind Kollagenosen, Autoimmunkrankheiten und Wundheilungsstörungen. Schließlich sollten die Patienten nicht schwanger und mindestens 18 Jahre alt sein.

## Voruntersuchungen
Die Voruntersuchungen dienen zum einen dazu, die korrekten Behandlungsdaten zu erfassen, zum anderen aber auch, um Kontraindikationen auszuschließen. Der Patient sollte mindestens zwei Wochen vor den Voruntersuchungen keine Kontaktlinsen tragen.
Wesentlicher Teil der Voruntersuchungen ist die Bestimmung der exakten subjektiven Brillenrefraktion des Patienten durch einen qualifizierten Optometristen oder Augenarzt. Die Refraktionsbestimmung sollte mindestens zweimal in einem Abstand von mindestens 2 Wochen erfolgen. Eine Refraktionsbestimmung mit einem Autorefraktometer ist in jedem Fall unzureichend!
Weitere wichtige Voruntersuchungen sind:
- Bestimmung der Hornhautdicke mit einem Ultraschall-Pachymeter oder Vorderkammer-OCT
- Hornhauttopografie zur Bestimmung der Hornhautkrümmung und Erkennung von Hornhautirregularitäten
- Messung der Pupillengröße (Pupillometrie)
- Augeninnendruckmessung
- Tränenfilmbestimmung
- Allgemeine augenärztliche Untersuchung inklusive Spaltlampenuntersuchung
- Anamnese

## Behandlungsablauf
Die Behandlung erfolgt in folgenden Schritten: Das Auge wird mit Tropfen lokal betäubt und ein Lidsperrer wird eingesetzt, der das Auge weit offen hält. Das Auge wird dann in Kontakt mit einer sterilen Glasfläche gebracht und mit Unterdruck fixiert. Die Glasfläche hat in etwa den Durchmesser der Hornhaut und dient als Laseraustrittsfenster und Referenzfläche. Sofort nach dem Fixieren des Auges startet die Laserbehandlung, die die erforderlichen Schnitte in der Hornhaut in einem Durchgang ausführt. Die Laserbehandlung dauert etwa 25– 30s, je nach Größe der Behandlungszone. Nach erfolgter Laserbehandlung wird das soeben erschaffene Lentikel aus der Hornhaut entfernt. Es gibt dabei zwei Behandlungsmethoden, die sich dadurch unterscheiden, wie das Lentikel aus der Hornhaut entfernt wird.
Bei der ersten, FLEX (engl. Femtosecond Lenticule Extraction) genannten Methode, wird während der Laserbehandlung nicht nur das Lentikel, sondern gleichzeitig eine darüber liegende Lamelle (Flap) geschnitten. Dieser Flap wird dann geöffnet und erlaubt das Entfernen des Lentikels. Nachdem das Lentikel entfernt worden ist, wird der Flap repositioniert (FLEX) und die Behandlung ist abgeschlossen.
Bei der zweiten, SMILE (engl. Small Incision Lenticule Extraction) genannte Methode schneidet der Laser keinen kompletten Flap, sondern nur einen kleinen 3–4 mm großen, peripheren Einschnitt, durch den der Arzt das Lentikel entfernen kann.

## Vor- und Nachteile
Vorteile der Femtosekunden-Lentikelextraktion:
- Kaum bis keine Schmerzen während und nach der OP
- Sehr schnelle Visuserholung – das Behandlungsergebnis ist praktisch sofort nach dem Eingriff erfahrbar
- Verglichen mit Implantaten sehr geringes Infektionsrisiko
- Geringere Destabilisierung der Hornhaut beim SMILE-Verfahren
- Hohe Genauigkeit der Behandlungsergebnisse auch bei hohen Korrekturen, da der Femtosekundenlaser im Vergleich zum Excimerlaser nicht von Umweltbedingungen beeinflusst wird
- weniger Probleme mit trockenen Augen nach der OP
- weltweit bereits mehr als 30.000 erfolgreich durchgeführte Operationen (Stand August 2013)

Nachteile:
- Die Struktur der Hornhaut wird destabilisiert (gilt für alle Änderungen der Hornhautkrümmung mittels Laser), beim SMILE-Verfahren aber in geringerem Maße als bei anderen Methoden
- Der Flap bringt verschiedene Risiken mit sich (gilt nur für FLEX – siehe Risiken)
- Maximal mögliche Korrektur abhängig von Hornhautdicke und Pupillengrösse (gilt für alle Änderungen der Hornhautkrümmung mittels Laser)
- die Behandlung der Weitsichtigkeit ist noch in der Erprobungsphase

Das SMILE-Verfahren lässt die obere Hornhautschicht (insbesondere die Bowman-Membran) nahezu intakt und schwächt daher die mechanische Stabilität der Hornhaut in weit geringerem Maße als bei einem Verfahren mit Flap. Darüber hinaus werden erheblich weniger Nervenfasern in der Hornhaut durchtrennt, so dass ein geringeres postoperatives Risiko trockener Augen zu erwarten ist.
Die bisher publizierten Behandlungsergebnisse zeigen, dass die Femtosekunden-Lentikelextraktion ein präzises und sicheres Verfahren zur Korrektur refraktiver Sehfehler ist. Es ist zu diesem Zeitpunkt (08/2013) zur Korrektur von Kurzsichtigkeit (Myopie) und myopem Astigmatismus verfügbar und eignet sich aufgrund der erwähnten Vorteile speziell auch für höhere Korrekturen.

## Risiken
Wie bei jedem operativen Eingriff gibt es auch bei der Femtosekunden-Lentikelextraktion eine Reihe von Risiken. Die Art und Häufigkeit des Auftretens hängen im Wesentlichen von der Erfahrung des Operateurs, der Höhe der Korrektur, der verwendeten Technik und individuellen Einflussfaktoren ab.
Allgemeine Risiken bei jeder Art von refraktiver Chirurgie sind Einschränkungen des Dämmerungs- und Nachtsehens durch reduzierte Kontrastsensitivität, Glare (Glanzeffekte) und Halogone (Lichthöfe). Auftreten können außerdem kurz- bis langfristige Über- oder Unterkorrekturen sowie eine Verringerung der Sehschärfe mit optimaler Brillenkorrektur (sog. bestkorrigierter Visus). Infektionen am Auge sind ebenfalls möglich.
Das Risiko von Sehbeeinträchtigungen nach einer Laserbehandlung hängt auch von individuellen Risikofaktoren (etwa der Dioptrienzahl, flache Hornhaut, Pupillengröße) ab. Außerdem hat die Erfahrung des Operateurs einen gravierenden Einfluss auf die Komplikationsrate. Eine Studie aus dem Jahr 1998  vergleicht die intraoperative Komplikationsrate der ersten 200 LASIK-Behandlungen eines Operateurs mit der der folgenden 4800 Behandlungen. Bei den ersten 200 LASIK-Behandlungen liegt die Rate bei 4,5 %, bei den weiteren Behandlungen nur bei 0,87 %.
Ein ernstes Risiko besteht in der strukturellen Schwächung der Hornhaut nach dem Gewebeabtrag. Diese Schwächung und der ständig auf die Hornhaut einwirkende Augeninnendruck können zu einer Vorwölbung der Hornhaut führen (Keratektasie). Das Risiko dafür steigt mit abnehmender Restdicke der Hornhaut nach der Behandlung. Als Mindestwert für die Restdicke gelten 250 µm. Die Restdicke berechnet sich aus der zentralen Hornhautdicke abzüglich der Flapdicke und des zentralen Gewebeabtrags. Weiterhin scheinen bei Keratektasien genetische Faktoren eine Rolle zu spielen.
In den ersten Tagen nach der Behandlung kann es zu einem Missempfinden an der Hornhaut kommen. Sehr häufig, in 15–20 % der Fälle, treten trockene Augen in den ersten Wochen oder Monaten nach der Behandlung auf. Die Ursache für trockene Augen liegt im Durchtrennen von Hornhautnerven durch den seitlichen Flapschnitt. Die durchtrennten Nerven können nicht mehr die Austrocknung der Hornhautoberfläche erkennen und Tränenproduktion und Lidschlagfrequenz werden reduziert. Da bei der SMILE genannten Methode nur ein kleiner seitlicher Schnitt durchgeführt wird, ist das Risiko trockener Augen deutlich reduziert. Empfinden Patienten trotzdem ein trockenes Auge, zeigen die Erfahrungen, dass dies nach einer SMILE-Behandlung deutlich geringer ausgeprägt ist als bei anderen Operationsmethoden.
Ein weiteres Risiko ist der Einwuchs von Epithelzellen unter den Flap. Diese führen zu Trübungen im betroffenen Areal, sind aber vom Arzt relativ einfach zu entfernen. Durch den kleinen Zugang (2–4 Millimeter) bei der SMILE-Behandlung, der bis zu 80 % kleiner ist als bei Operationen mit Erzeugung eines Flaps, ist das Risiko einer Epithelzelleneinwachsung deutlich reduziert. Der Flap kann nach der Behandlung durch starke äußere Einflüsse verschoben oder gar abgetrennt werden. Eine solche Gefahr besteht insbesondere bei Sport- oder Autounfällen. Da das SMILE-Verfahren ohne Flap arbeitet, ist dieses Risiko hier nicht vorhanden. Dies stellt einen großen Sicherheitsvorteil dar. Schließlich besteht bei der Femtosekunden-Lentikelextraktion, wie bei allen anderen Änderungen der Hornhautkrümmung mittels Laser, die Gefahr einer Ektasie, diese ist allerdings beim SMILE-Verfahren erheblich geringer.
Insgesamt ist die Häufigkeit des Auftretens von Flap-bedingten Komplikationen deutlich geringer als bei der LASIK, da sämtliche Schnitte vom Laser durchgeführt werden. Auch die Vorhersagbarkeit der Ergebnisse, insbesondere bei höheren Korrekturen, ist besser.